# Bagri Maro
Bagri Maro est, dans le folklore hindou du peuple gond, un cheval à huit jambes, personnalisation du cercueil du défunt pendant les cérémonies funéraires. L'anthropologue Verrier Elwin a collecté l'essentiel des informations à ce sujet.

## Folklore de Bagri Maro
La seule mention de cet animal folklorique est le fait de l'anthropologue Verrier Elwin (1902-1964), qui cite une chanson où il est mentionné et affirme qu'elle est chantée pendant l'enterrement des personnes distinguées du village de Muria. Verrier Elwin décrit aussi la cérémonie d'enterrement en précisant que le « cheval appelé Bagri Maro » s'est vu orné d'une fleur de pharsa sur sa selle.
|  | |  | |
|  | |  | |
|  | Poème en anglais |  | Traduction française |
|  | What horse is this? It is the horse of Bagri Maro. What should we say of its legs? This horse has eight legs. What should we say of its heads? This horse has four heads. Catch the bridle and mount the horse. |  | Quel est ce cheval ? C'est le cheval de Bagri Maro. Que dire de ses jambes ? Ce cheval a huit jambes. Que dire de ses têtes ? Ce cheval a quatre têtes. Attrape la bride et monte ce cheval. |

## Analyse et symbolique
D'après Hilda Roderick Ellis Davidson, Bagri Maro est clairement assimilé au chariot funéraire à porteurs sur lequel les morts étaient placés avant d'être soulevés par quatre personnes, ainsi, leur dernier voyage pourrait être comparé à de l'équitation sur un cheval à huit jambes. Sa symbolique serait à rapprocher de celle de Sleipnir, un cheval à huit jambes au rôle psychopompe, dans la mythologie nordique,. Il rejoint aussi les nombreuses cérémonies impliquant des hobby horses et autres masques et déguisements d'animaux. Les preuves de la place occupée par le cheval dans les cérémonies des Adiväsi sont cependant assez faibles.